# Esterri d’Àneu
Esterri d'Àneu – gmina w Hiszpanii, w prowincji Lleida, w Katalonii, o powierzchni 8,55 km². W 2011 roku gmina liczyła 900 mieszkańców.